# Động đất Tây Sulawesi 2021
Động đất Tây Sulawesi 2021 (tiếng Indonesia: Gempa bumi Sulawesi Barat 2021) là trận động đất xảy ra vào lúc 02:28 (WITA), ngày 15 tháng 1 năm 2021. Trận động đất có cường độ 6,2 Mw, tâm chấn độ sâu khoảng 18 km. Hậu quả trận động đất đã làm 105 người chết, 3.369 người bị thương, 3 người mất tích.